# Nofret (II.)

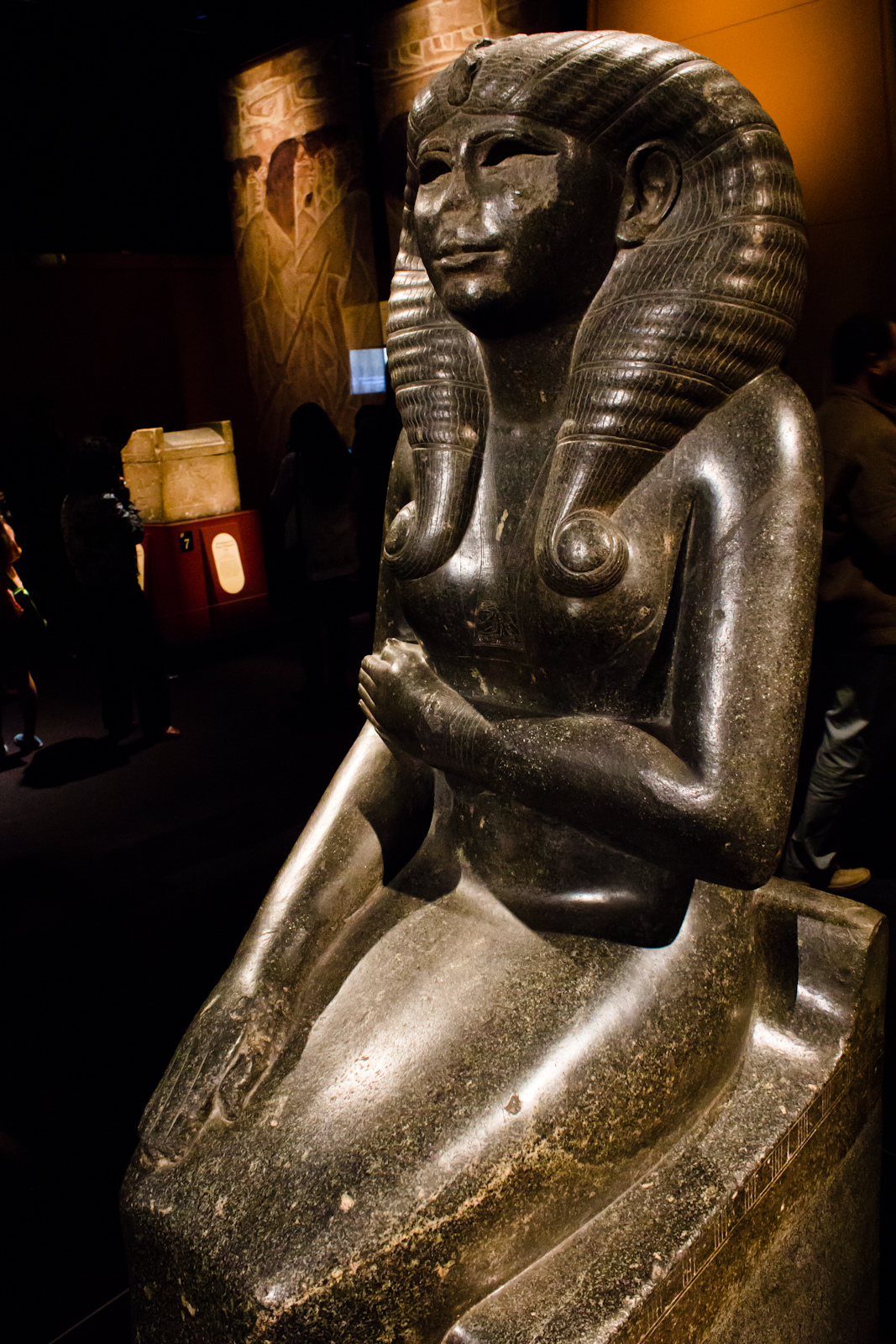
Statue der Nofret

Nofret (manchmal auch als Nofret II. bezeichnet, um sie von Nofret, Mutter von Amenemhet I., zu unterscheiden) war eine königliche Dame mit dem Titel „leibliche Königstochter“. Sie trug daneben weitere Titel wie „Herrin der beiden Länder“, „Herrin aller Frauen“ oder „Die vereinigt ist mit Cha-cheper-Re“. Der letztere Titel legt eine Beziehung zu Sesostris II. (regierte etwa von 1901 bis 1882 v. Chr.) nahe, da Cha-cheper-Re dessen Thronname ist. Ihre Stellung ist in der Forschung umstritten. Wegen der hohen Titel wird sie oft als Gemahlin von Sesostris II. bezeichnet. Silke Roth sieht in ihr jedoch eher eine Tochter von Sesostris II., da sie nicht den Titel „Königsgemahlin“ trägt. Nofret ist von zwei lebensgroßen Sitzstatuen aus Tanis bekannt, auf denen sich ihre zahlreichen Titel finden, und erscheint auf einem Papyrusfragment aus Lahun.